# Javrezac

Javrezac este o comună în departamentul Charente, Franța. În 1 ianuarie 2022 avea o populație de 581 de locuitori.